# Prosimulium fulvum
Prosimulium fulvum är en tvåvingeart som först beskrevs av Daniel William Coquillett 1902.  Prosimulium fulvum ingår i släktet Prosimulium och familjen knott. Inga underarter finns listade i Catalogue of Life.